# Untersee
Untersee er den mindre del af Bodensee og udgør på en strækning grænsen mellem Schweiz og Tyskland.

## Geografi
Søen har et areal på 63 km² og ligger cirka 30 cm lavere end Obersee. I romertiden blev den kaldt Lacus Acronius. I middelalderen slog betegnelsenLacus Bodamicus (Bodensee) igennem for Obersee.
Søen har, ud over den gennemløbende flod Rhinen, tilløb fra Seerhein og Radolfzeller Aach. Untersee og dens omgivelser er særdeles afvekslende. I Untersee ligger øerne Reichenau og Werd (ved udløbet til Rhinen). Mod nordøst ligger halvøen Bodanrück, mod nordvest Hegau-lavlandet med halvøen Mettnau, i vest ligger halvøen Höri med Schiener Berg og mod syd Seerücken, hvor Berlingen rager mere end 300 meter op over søen.
I Schweiz støder Kantonerne Thurgau og Schaffhausen op til Untersee og i Tyskland delstaten Baden-Württemberg). Schweiziske kommuner ved søen er Gottlieben, Ermatingen, Salenstein, Berlingen, Steckborn, Mammern, Eschenz og Stein am Rhein. I Baden er det kommunerne Öhningen, Gaienhofen, Moos, Radolfzell, Reichenau, Allensbach og Konstanz.

## Zeller See, Gnadensee og Markelfinger Winkel
I den nordlige ende af Untersee har tre steder egne navne : Zeller See, Gnadensee og Markelfinger Winkel.
Zeller See ligger mellem halvøen Mettnau i nord, halvøen Höri i syd og øen Reichenau mod øst. Mod vest ligger udmundingen af Radolfzeller Aach.
Gnadensee ligger mellem Allensbach i nord og øen Reichenau i syd, fra spidsen af Mettnau i vest og Reichenaudæmningen med sin poppelallé mod øst.
Markelfinger Winkel er den vestlige ende af Gnadensee, mellem Markelfingen i nord, Radolfzell i vest og Mettnau i syd. Den østlige afgrænsning af Markelfinger Winkel er på højde med Mettnauspitze. Markelfinger Winkel er, med en maksimal dybde på 16 m, den mest lavvandede del af Untersee. I Markelfinger Winkel har Mühlbach, der kommer fra Mindelsee, sit udløb.

## Literatur
Patrick Brauns und Wolfgang Pfrommer: Naturwanderführer Untersee, Überlingen: Naturerbe Verlag, 1999.

## Weblinks
1. ↑  Markelfinger Winkel in einer Untersuchungsgebietsbeschreibung des LUBW

- Wikimedia Commons har flere filer relateret til Untersee

47°41′N 9°0′Ø / 47.683°N 9.000°Ø